# Gammaridea
Gammaridea es un suborden de crustáceos anfípodos. Contiene unas 4000 especies descritas.

## Sistemática
Se reconocen las siguientes familias y superfamilias:
- Acanthonotozomatidae Stebbing, 1906
- Acanthonotozomellidae Coleman & Barnard, 1991
- Alicellidae Lowry & De Broyer, 2008
- Amathillopsidae Pirlot, 1934
- Ampeliscidae Krøyer, 1842
- Amphilochidae Boeck, 1871
- Argissidae Walker, 1904
- Astyridae Pirlot, 1934
- Atylidae Lilljeborg, 1865
- Bateidae Stebbing, 1906
- Bolttsiidae Barnard & Karaman, 1987
- Cheidae Thurston, 1982
- Cheluridae Allman, 1847
- Colomastigidae Stebbing, 1899
- Condukiidae Barnard & Drummond, 1982
- Cressidae Stebbing, 1899
- Cyproideidae J.L. Barnard, 1974
- Dexaminidae Leach, 1814
- Didymocheliidae Bellan-Santini & Ledoyer, 1987
- Dikwidae Coleman & Barnard, 1991
- Epimeriidae Boeck, 1871
- Eusiridae Stebbing, 1888
- Exoedicerotidae Barnard & Drummond, 1982
- Haustoriidae Stebbing, 1906
- Hyperiopsidae Bovallius, 1886
- Ipanemidae Barnard & Thomas, 1988
- Iphimediidae Boeck, 1871
- Lafystiidae Sars, 1893
- Laphystiopsidae Stebbing, 1899
- Leucothoidae Dana, 1852
- Liljeborgiidae Stebbing, 1899
- Maxillipiidae Ledoyer, 1973
- Megaluropidae Thomas & Barnard, 1986
- Melphidippidae Stebbing, 1899
- Miramarassidae Lowry, 2006
- Nihotungidae J.L. Barnard, 1972
- Ochlesidae Stebbing, 1910
- Oedicerotidae Lilljeborg, 1865
- Pagetinidae K.H. Barnard, 1931
- Paracalliopiidae Barnard & Karaman, 1982
- Pardaliscidae Boeck, 1871
- Phoxocephalidae Sars, 1891
- Phoxocephalopsidae Barnard & Drummond, 1982
- Platyischnopidae Barnard & Drummond, 1979
- Pleustidae Buchholz, 1874
- Podosiridae Lowry & Myers, 2012
- Pseudamphilochidae Schellenberg, 1931
- Sebidae Walker, 1908
- Sicafodiidae Just, 2004
- Stegocephalidae Dana, 1855
- Stenothoidae Boeck, 1871
- Stilipedidae Holmes, 1908
- Synopiidae Dana, 1853
- Thurstonellidae Lowry & Zeidler, 2008
- Urohaustoriidae Barnard & Drummond, 1982
- Urothoidae Bousfield, 1978
- Valettiidae Stebbing, 1888
- Valettiopsidae Lowry & De Broyer, 2008
- Vicmusiidae Just, 1990
- Vitjazianidae Birstein & M. Vinogradov, 1955
- Zobrachoidae Barnard & Drummond, 1982
- Superfamilia Lysianassoidea Hertzog, 1936
  - Acidostomatidae Stoddart & Lowry, 2012
  - Amaryllididae Lowry & Stoddart, 2002
  - Aristiidae Lowry & Stoddart, 1997
  - Cebocaridae Lowry & Stoddart, 2011
  - Cyclocaridae Lowry & Stoddart, 2011
  - Cyphocarididae Lowry & Stoddart, 1997
  - Endevouridae Lowry & Stoddart, 1997
  - Eurytheneidae Stoddart & Lowry, 2004
  - Hirondelleidae Lowry & Stoddart, 2010
  - Izinkalidae Lowry & Stoddart, 2010
  - Kergueleniidae Lowry & Stoddart, 2010
  - Lepidepecreellidae Stoddart & Lowry, 2010
  - Lysianassidae Dana, 1849
  - Opisidae Lowry & Stoddart, 1995
  - Pachynidae Lowry & Stoddart, 2012
  - Podoprionidae Lowry & Stoddart, 1996
  - Scopelocheiridae Lowry & Stoddart, 1997
  - Sophrosynidae Lowry & Stoddart, 2010
  - Thoriellidae Lowry & Stoddart, 2011
  - Trischizostomatidae Lilljeborg, 1865
  - Uristidae Hurley, 1963
  - Wandinidae Lowry & Stoddart, 1990
- Superfamilia Pontoporeioidea Dana, 1853
  - Pontoporeiidae Dana, 1853
  - Priscillinidae d'Udekem d'Acoz, 2006